# (47038) Majoni
(47038) Majoni (1998 WQ2) – planetoida z pasa głównego asteroid okrążająca Słońce w ciągu 4,61 lat w średniej odległości 2,77 j.a. Odkryta 17 listopada 1998 roku.